# Lockdown (Stargate SG-1)
Lockdown (Confinamiento) es el tercer episodio de la octava temporada de la serie de televisión de ciencia ficción Stargate SG-1, y el episodio N.º 157 de toda la serie.

## Trama
En el Comando Stargate, la Coronel Carter se encuentra dirigiendo junto a una soldado rusa un cambio de órbita de la estación espacial internacional, para esquivar los restos de las naves de Anubis que siguen flotando en el espacio. Si bien logran evitar la colisión, pierden por unos momentos la comunicación con el cosmonauta ruso en la estación. Ninguno de ellos sabe que una entidad fantasmal negra en ese momento entra en la estación.
Semanas después de estos sucesos, el Coronel ruso Vaselov llega a incorporarse al SGC. Él le pide al Gral. O'Neill unirse al SG-1, pero este rechaza. 
Vaselov va entonces hablar con el Dr. Jackson sobre esto, pero repentinamente se desmaya. 
Cuando él despierta luego, dice no recordar nada desde que él estaba en Rusia, y además, su cuerpo presenta un daño viral extenso que los doctores no pueden explicar.
O'Neill entonces ordena cerrar la base, pero Daniel, quien estaba por irse con el SG-11, toma un arma, y le dispara a varios soldados antes de ser detenido por Teal'c y Jack.
Mientras tanto, Vaselov recuerda que él se sentía como atrapado en su propio cuerpo, y se culpa por lo sucedido en la base. También descubren que el astronauta ruso de la EEI murió una semana después de volver a Rusia, presentando los mismos síntomas de Vaselov. Más adelante, Daniel despierta y rápidamente recuerda que fue poseído por Anubis.
Resulta que el viejo Señor Goa'uld, gracias a ser medio-ascendido, pudo sobrevivir a la explosión de su nave. No obstante, ya que el traje en donde su esencia estaba contenida se destruyó, él ya no puede interactuar con la materia. Por este motivo, concluyen que Anubis está utilizando su capacidad para poseer cuerpos, para escapar por el Stargate, ya que no puede usar sus poderes de ascendido, debido a que esto provocaría a los Antiguos.
Las horas pasan y Anubis sigue eludiendo su captura, en tanto, se determina que el Coronel Vaselov pronto morirá debido al extenso daño en su cuerpo.
Con el Goa'uld persistiendo en escapar por el Portal, SG-1 finalmente idea un plan para que desista y se vea forzado a utilizar su poder de ascendido. Si lo hace, los Antiguos interferirán para detenerlo.
El plan consiste en dividir el SGC en 3 partes y recluir a todo el personal en dichas secciones. El Portal estará en la primera, la nueva sala de mando en otra, y el cuarto que controla el "Confinamiento" de la base en la 3.ª. No se permitirá movimiento alguno entre secciones.
Sin embargo, Anubis asume el control del Coronel Carter (en la sección que controla el "Confinamiento") y establece un programa para abrir las puertas temporalmente, además de activar la autodestrucción. Luego va a la nueva sala de mando y comienza a marcar el Portal. O'Neill lo detiene, pero Anubis se apodera de él, y se dirige a la sala del Portal. Allí es detenido por Vaselov, quien se levanta de la enfermería a pesar de su grave condición, y le dice que tome su cuerpo. Anubis lo posee y cruza el Portal.
Aunque Anubis se fue, Carter dice que logró sobrescribir otra dirección, mandándolo a un mundo congelado. Con el cuerpo de Vaselov inmóvil a causa de las bajas temperaturas, Anubis queda atrapado allí.

## Artistas invitados
- Gavin Hood como el Coronel Alexi Vaselov.
- Aaron Pearl como el Mayor Kearney.
- Alisen Down como la Dra. Brightman.
- Holly Ferguson como la Teniente Evans.
- Arvydas Lebeliunas como Anatole Konstantinov.
- Dan Shea como el Sargento Siler.[3]